# Bodegraven-Reeuwijk
Bodegraven-Reeuwijk is een gemeente in de Nederlandse provincie Zuid-Holland, ontstaan per 1 januari 2011 na de fusie van de voormalige gemeenten Bodegraven en Reeuwijk. De gemeente bestaat uit Bodegraven, Driebruggen, Hogebrug, De Meije, Nieuwerbrug, Reeuwijk-Brug, Reeuwijk-Dorp, Sluipwijk, Tempel en Waarder. Het wapen van Bodegraven is van 24 juli 1816 en het wapen van de gemeente Reeuwijk dateert van november 1989 na samenvoeging met delen van de voormalige gemeente Driebruggen. De gemeente heeft in totaal 36.563 inwoners (per 1 januari 2024) met in totaal 12.751 woningen. De oppervlakte van de gemeente bedraagt 88,64 km² waarvan 12,95 km² aan oppervlaktewater.

## Kernen
Bodegraven (gemeentehuis), Driebruggen, Hogebrug, De Meije, Nieuwerbrug, Reeuwijk-Brug, Reeuwijk-Dorp, Sluipwijk, Tempel en Waarder.
Topografische gemeentekaart van Bodegraven-Reeuwijk, per september 2022

## Verkeer en vervoer
Er lopen twee rijkswegen en twee provinciale wegen door de gemeente. De A12 verbindt Den Haag via Utrecht en Arnhem met de Duitse grens. De N11 verbindt de A4 bij Leiden met de A12 bij Bodegraven. De N458 vormt de verbinding van de N11 bij Bodegraven naar Nieuwerbrug, Woerden en Zegveld. De N459 vormt een drukke verbindingsweg tussen de N11 bij Bodegraven en de aansluiting Reeuwijk op de A12. Deze weg voorziet in de ontbrekende verbindingen van knooppunt Bodegraven. Het is daarnaast de hoofdverbinding tussen de grootste kernen, Bodegraven en Reeuwijk-Brug. In het verlengde van de N459 ligt sinds 2016 parallel langs de A12 een gemeentelijke weg onder de noemer Reeuwijkse Randweg.
Er is een treinstation aan de spoorlijn Utrecht - Leiden. Twee tot vier keer per uur stopt hier de sprinter tussen beide steden. Daarnaast is er een busverbinding (lijn 178) die tussen Bodegraven, Reeuwijk-Brug en Gouda rijdt. Om de kleine kernen in de gemeente van enig openbaar vervoer te voorzien, rijden hier twee buurtbussen: Buurtbus De Meije (lijn 724) en Buurtbus Reeuwijk (lijn 722). Buurtbus De Meije doet de kernen Bodegraven, De Meije, Zegveld, Woerden, Nieuwerbrug, Waarder en Driebruggen aan. Buurtbus Reeuwijk rijdt langs Reeuwijk-Brug, Reeuwijk-Dorp, Tempel, Gouda en Sluipwijk. Als aanvulling op het openbaar vervoer kan men verder gebruikmaken van de Groene Hart Hopper, dit is een vorm van Collectief Vraagafhankelijk Vervoer (CVV).

## Politiek en bestuur

### Gemeenteraad
De zetelverdeling op basis van de raadsverkiezingen 2010 tot en met 2022.
| Partij                              | 2010   | 2014 | 2018 | 2022 |
| ----------------------------------- | ------ | ---- | ---- | ---- |
| CDA                                 | 5*     | 4    | 5    | 5    |
| VVD                                 | 5      | 3    | 6    | 4    |
| Burgerbelangen Bodegraven-Reeuwijk  | 4      | 7    | 3    | 4    |
| SGP                                 | 3*     | 3    | 3    | 3    |
| ChristenUnie                        | 2*     | 2    | 2    | 2    |
| GroenLinks                          | 2      | 1    | 2    | 2    |
| D66                                 | -      | 2    | 1    | 2    |
| Lokaal Liberaal Bodegraven-Reeuwijk | -      | -    | -    | 2    |
| PvdA                                | 2      | 1    | 1    | 1    |
| Totaal                              | 23     | 23   | 23   | 25   |
| Opkomst                             | 51,62% |      |      |      |

Partijen die deelnemen aan het college zijn vetgedrukt.
* In 2013 is het CDA uit de coalitie gestapt na een verschil van inzicht. Daarop zijn SGP en ChristenUnie toegetreden.

### College van B&W
De coalitie bestaat in de periode 2022-2026 uit CDA, VVD, SGP en D66. Zie hieronder het college van burgemeester en wethouders.
| College van burgemeester en wethouders | College van burgemeester en wethouders            | College van burgemeester en wethouders |
| -------------------------------------- | ------------------------------------------------- | --- |
| Burgemeester                           | Dhr. drs. M.K.A. (Michiel) Grauss (CU)            | - Openbare Orde en Veiligheid - Regionale Zaken - Integriteit - Naturalisaties en coördinatie opvang vluchtelingen |
| Wethouders                             | Dhr. D.J. (Dirk-Jan) Knol (CDA)                   | - Ruimtelijke ordening - Wonen - Handhaving bouw- en woningtoezicht (BWT) - Agrarische zaken & dierenwelzijn - Zorg, welzijn en gezondheid & preventie - Jeugdzorg - Wmo - Ouderenbeleid en ouderenzorg - Sport - Bodegraven Noord en Centrum - Meije                                   |
| Wethouders                             | Dhr. R.S. (Robin) Kersbergen (VVD)                | - Openbare ruimte & klimaatadaptatie - Afvalbeleid - Verkeer en vervoer - Grondbeleid, grondexploitaties en vastgoed - Recreatie & toerisme en evenementen - Coördinerend wethouder centrum Bodegraven - Reeuwijk Brug - Reeuwijk Dorp                                                  |
| Wethouders                             | Dhr. mr. J.L. (Jan Leendert) van den Heuvel (SGP) | - Economie & Participatie - Werk & Inkomen - Armoedebeleid & Schuldhulpverlening - Inburgering - Duurzaamheid, Natuur & Milieu - Schiphol - Coördinerend wethouder Plassengebied - Jacht & Visserij - Cultureel erfgoed - Plassengebied - Driebruggen - Waarder                         |
| Wethouders                             | Mw. E.S. (Elly) de Vries (D66)                    | - Financiën - Gemeentebrede bedrijfsvoering & archiefzaken - Dienstverlening, communicatie & participatie - Coördinatie dorps- en wijkgericht werken - Onderwijs & bibliotheekwerk - Kunst & cultuur - Inclusiviteit & diversiteit - Bodegraven Zuid - Nieuwerbrug - Voorzittersoverleg |
| Gemeentesecretaris                     | Mw. drs. E.C.M. (Lizet) Keijzers                  | - Hoogste ambtenaar van de gemeente Bodegraven-Reeuwijk - Staat als secretaris en 1ste adviseur het college van B en W bij - Aanwezig tijdens college- en raadsvergaderingen - Algemeen directeur van de gemeentelijke organisatie - Bestuurder voor de ondernemingsraad                |

## Aangrenzende gemeenten
| Aangrenzende gemeenten | Aangrenzende gemeenten | Aangrenzende gemeenten | Aangrenzende gemeenten | Aangrenzende gemeenten |
| ---------------------- | ---------------------- | ---------------------- | ---------------------- | ---------------------- |
| Alphen aan den Rijn    |                        | Nieuwkoop              |                        | Woerden (U)            |
|                        |                        |                        |                        |                        |
| Waddinxveen            | Montfoort (U)          |                        |                        |                        |
|                        |                        |                        |                        |                        |
| Gouda                  |                        | Krimpenerwaard         |                        | Oudewater (U)          |

## Cultuur

### Monumenten
In de gemeente zijn er een aantal rijksmonumenten, gemeentelijke monumenten en oorlogsmonumenten, zie:
- Lijst van rijksmonumenten in Bodegraven-Reeuwijk
- Lijst van gemeentelijke monumenten in Bodegraven-Reeuwijk
- Lijst van oorlogsmonumenten in Bodegraven-Reeuwijk
- Lijst van Stolpersteine in Bodegraven-Reeuwijk

### Kunst in de openbare ruimte
In de gemeente Bodegraven-Reeuwijk zijn diverse beelden, sculpturen en objecten geplaatst in de openbare ruimte, zie:
- Lijst van beelden in Bodegraven-Reeuwijk